# Krencsey Marianne
Krencsey Marianne névvariáns: Krencsei Mariann (Rákoscsaba, 1931. július 9. – New York, 2016. március 30.) magyar színésznő, színházi rendező.

## Családja
Szülei Krencsey Vilmos és Lackner Anna. Apja id. nemes Krencsey Vilmos és Vitkó Júlia negyedik gyermeke, a vívó Krencsey Géza unokatestvére volt. Marianne-nak született egy bátyja is, Iván. Első férje Sarlós Gábor (1924–2011) Jászai Mari-díjas színész, rendező, a Miskolci Nemzeti Színház későbbi igazgatója és örökös tagja volt, de házasságuk válással végződött. Másodszorra Makk Károly filmrendezőhöz ment feleségül, de a kapcsolatuk csak három évig tartott: (1957–1960), végül harmadjára Nemes Gyula nőgyógyászhoz ment férjhez, akivel 1962-től a művésznő haláláig éltek együtt. Harmadik férjétől 1967. szeptember 1-jén, New Yorkban világra jött a fiuk, Nemes Vince, akitől született egy unokája is.

## Pályája

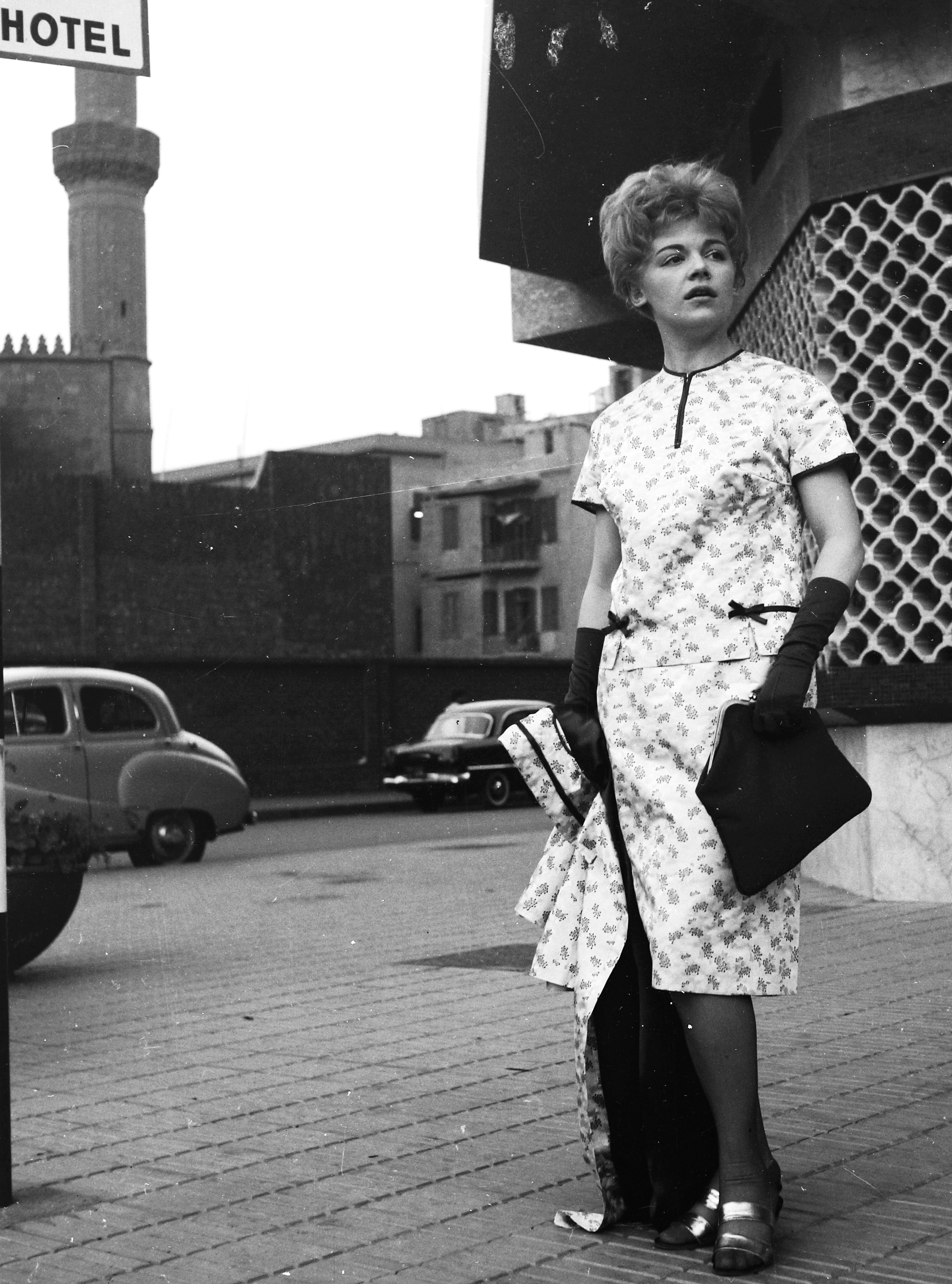
(Egyiptom, 1962)

1950-ben érettségizett a II. kerületi Állami Gizella Leánygimnáziumban, és felvételt nyert a Pázmány Péter Tudományegyetem magyar–könyvtár szakára, de csak egy szemesztert végzett el, mert 1951-ben csere útján a Színház- és Filmművészeti Főiskola színházrendezői főtanszakára Krencsei Mariann néven, ahova szintén jelentkezett előző évben, csak nem vették fel. 1954-ben a vizsgarendezésének napján otthagyta a debreceni színházat, és Budapestre ment. A darab Alekszandr Kornyejcsuk: A nagy műtét (Platon krecsit) című szovjet orvosdrámája volt, de nem a témaválasztás miatt döntött így. Erről így vallott a Hazalátogató magyarok című műsorban: „1954 nyarán került sor Debrecenben a vizsgarendezésemre. Én akkor úgy láttam, hogy a főrendező Vámos László »átrendezte« a darabomat és azt hittem, hogy ez azt jelenti, hogy nem kapom meg a diplomát. Azután kiderült, hogy mindenkinek átrendezték a darabját, de senki nem sértődött meg. Én a bemutató napján otthagytam a színházat és két évvel később szereztem meg a diplomát Budapesten, a József Attila Színházban.”
Budapesten Makk Károly felkérte a Liliomfi női főszerepére, a Rómeó és Júlia színpadi változatának fordításán Debrecenben dolgozó, egyúttal a Liliomfi forgatókönyvírójaként is alkalmazásban álló Mészöly Dezső javaslatára. A sikeres próbafelvétel az addig rendezőnek készülő fiatal lány életét teljesen más irányba terelte; színművész lett, de nemcsak filmekben, hanem a színpadon is. A Liliomfi 1955-ben részt vett a cannes-i filmfesztiválon is, de díjat nem nyert. A Magyar Televízió vele kezdte meg próbaadásait is, 1955-ben. A diplomarendezését végül két évvel később, 1956. április 25-én abszolválta Prosper Mérimée A művésznő hintaja című darabjának megrendezésével a József Attila Színházban, azonban a diplomáját csak negyven évvel később, 1996. december 17-én New Yorkban, a magyar konzulátuson, Huszti Péter rektor aláírásával vehette át. Így vall erről könyvében: „Tíz évvel később, menekülésünk után jutott eszembe, hogy jó lenne emléknek. Barátomat, Palotai Borist kértem meg, hogy juttassa ki nekem valahogy… Boriska felment a Főiskola titkárságára, ahol közölték vele, hogy megvan, de disszidensnek nem adják ki. 1989 után újra próbálkoztam, de hét évig packáztak velem, mire eljutottam az ígéretig. Először megígérték másolat formájában, aztán azt mondták, hogy elveszett, megint megtalálták, megint elveszett. Aztán »meglepetésként« tervezték átadni jogos tulajdonomat, amolyan »kegyet« gyakorolva.”
Utolsó rendezői munkája Csehov Sirályának segédrendezése volt Hegedűs Tibor mellett, szintén 1956-ban. 1958 és 1962 között a kecskeméti Katona József Színházban, a Vígszínházban, a szolnoki Szigligeti Színházban és a Pécsi Nemzeti Színházban is játszott. 1963–64-ben a budapesti József Attila Színház tagja volt. 1954 és 1966 közöttről olyan filmek fűződnek a nevéhez, mint a Gábor diák, a Szegény gazdagok és Az aranyember.

## Idegenben
1966. augusztus 2-án férjével együtt emigrált. Londonon és Reykjavíkon keresztül jutottak ki az USA-ba, és véglegesen ott telepedtek le. Könyvében azzal magyarázza az ország elhagyását, hogy Aczél György megkeserítette életét, nem kapott már szerepeket, bevonatta az útlevelüket, amelyeket csak egy Aczéllal egyenrangú pártvezető segítségével – akit csak H. Andriska néven emleget – kaptak vissza, s aki kinyilvánította azt is, hogy ezért a jövőben „szívességet” várnak el tőlük. 1966-ban ennek tulajdonítja utolsó filmszerepét A férfi egészen másban, melynek a bemutatóján már nem vett részt. 1968. április 16-án 2‑2 évi szigorított büntetés-végrehajtási munkahelyen letöltendő szabadságvesztésre és teljes vagyonelkobzásra ítélték őket a haza elhagyása miatt. Öt évvel később, 1973. szeptember 11-ei hatállyal tettüket elévültnek nyilvánította a bíróság, de mindkét ítélet csak a rendszerváltás után jutott tudomásukra, amikor kárpótlási igényüket benyújtották az elkobzott öröklakásukra. Végül az ellenük hozott ítéletet 1994. március 31-én megsemmisítette a bíróság.
1971. december 27-én megkapták az amerikai állampolgárságot. Fia, Vince 16 évesen, 1983-ban járt először Magyarországon szülei nélkül. A színésznő húsz év elteltével, 1986-ban járt újra hazájában, hogy meglátogassa súlyosan beteg édesanyját. 1989-ben már az egész család, férje és fia kíséretében látogatott haza. Azóta többször is járt itthon. Kint is vállalt fellépéseket, de hivatásszerűen már felhagyott a színészkedéssel, pedig főiskolás korában még a következő fogadalmat tette, melyről így nyilatkozik könyvében: „Megfogadtam, hogy mindent vállalok, csak irodai alkalmazott nem leszek, aztán mégis több mint húsz évet dolgoztam bankban, nyugdíjintézetben, végül pedig orvosi rendelőben Amerikában.” 2009 júliusában férjével újra hazalátogatott Magyarországra.

## Halála
Utolsó éveiben Alzheimer-kórban szenvedett, és miután már teljesen elhatalmasodott rajta a betegség, férje gondozta haláláig. Végső akarata az volt, hogy majd a hamvait a szülőhazájában helyezzék örök nyugalomra, de előtte még az utolsó napjait otthonában tölthesse, és ne kórházban kelljen meghalnia, valamint, hogy temetésénél ne legyen pap.
New Yorkban, 2016. március 30-án hunyt el. 
Családja, barátai, tisztelői június 20-án vettek tőle végső búcsút a Farkasréti temetőben

## Színházi szerepei

### Színészként
- William Shakespeare: A makrancos hölgy....Bianca
- Lev Tolsztoj: Anna Karenina....Anna
- Shakespeare: Szentivánéji álom....Hermia
- Lope de Vega: A kertész kutyája....Diána
- Ábrahám Pál: Bál a Savoyban....La Tangolita
- Beaumarchais: Figaro házassága....Cherubin majd grófnő
- Molnár Ferenc: Olympia....Olympia
- Szomory Dezső: II. József....Hercegnő
- Huszka Jenő: Mária főhadnagy....Draskóczy Ilona
- Kertész Imre: Cyrano házassága....Magda
- Szomory Dezső: II.József....Lichtenstein Eleonóra hercegnő
- Szergej Mihalkov: Vidám álom....Tortácska
- Kállai István: Majd a papa....Éva
- Csorba István–Abay Pál: A Balaton szépe....Virágh Éva
- Bertolt Brecht: Állítsátok meg Arturo Uit....Betty
- Balázs Sándor: Érettségi után....Eta
- Kállai István: Kötéltánc....Éva
- Pavel Kohout: Ilyen nagy szerelem....Lida

### Rendezései
- Alekszandr Kornyejcsuk: A nagy műtét
- Prosper Mérimée: A művésznő hintaja

## Filmjei

### Játékfilmek
- Liliomfi (1954) (Krencsei Mariann néven)
- A 9-es kórterem (1955)
- Az eltüsszentett birodalom (1956)
- Gábor diák (1956)
- Két vallomás (1957)
- Külvárosi legenda (1957)
- Bolond április (1957)
- Éjfélkor (1957)
- Fekete szem éjszakája (1958) – Laura
- Szegény gazdagok (1959) (Krencsey Mariann néven)
- Gyalog a mennyországba (1959)
- Két emelet boldogság (1960)
- Fapados szerelem (1960)
- A Noszty fiú esete Tóth Marival (1960) (Krencsey Mariann néven)
- Az ígéret földje (1961)
- Próbaút (1961)
- Az aranyember (1962) (Krencsey Mariann néven)
- Egyiptomi történet (1963)
- Isten őszi csillaga (1963)
- Meztelen diplomata (1963) (Krencsey Mariann néven)
- Germinal (1963)
- Miért rosszak a magyar filmek? (1964)
- A Tenkes kapitánya kétrészes mozifilm (1965)
- A férfi egészen más (1966)

### Tévéfilmek
- A Tenkes kapitánya 1-13. (1963-1964)
- Szilveszter 1965[21]
- Marinka (1998-portréfilm)
- Krencsey Marianne 70 éves (2001)

## Szinkronszerepek

### Filmbeli szinkronszerepei[22]
| Cím             | A film elkészülte | Magyar változat (szinkron) | Szerep          | A szinkronizált színész |
| --------------- | ----------------- | -------------------------- | --------------- | ----------------------- |
| Diplomácia, óh! | 1959              | 1960                       | Ilyena hercegnő | Luciana Paluzzi         |

## Díjai
- A Magyar Köztársasági Érdemrend tisztikeresztje (2008)

## Könyve
- Krencsey Marianne: Equinox ‑ 2001 ‑ 35 év Budapesten ‑ 35 év New Yorkban, Glória Kiadó, 2001 ISBN 963-9283-39-8